# アパチンガン憲法
アパチンガン憲法（アパチンガンけんぽう、スペイン語: Constitución de Apatzingán）は、メキシコ最初の憲法。
1813年9月、メキシコ南部を制圧した司祭ホセ・マリア・モレーロスは、チルパンシンゴで開催された議会に8名の「議員」を招集し、メキシコの独立宣言を発した。その後副王軍に追われて本拠地をアパチンガンに移し、1814年9月22日に憲法が定められた。正式には「メキシコ、アメリカの自由のための政規」(Decreto Constitucional para la Libertad de la América Mexicana)という。
この憲法は全文242ヶ条から成り、憲法では身分制の廃止、主権在民、三権分立、私有財産の保障などが定められていた。しかし、モレーロスは1815年12月に副王軍に捕らえられ、12月12日に処刑されたため、アパチンガン憲法は施行されなかった。